# فرنتس میکولاش
فرنتس میکولاش (مجاری: Ferenc Mikulás؛ زادهٔ ۱۷ اوت ۱۹۴۰) تهیه‌کننده فیلم مشهور اهل مجارستان است. وی یکی از چهره‌های برجستهٔ تهیه و تولید محصولات کارتونی در مجارستان است . برندۀ جوایز گوناگونی شده است.
از فیلم‌ها یا مجموعه‌های تلویزیونی که وی در آن‌ها نقش داشته است می‌توان به عنکبوت آبی اشاره نمود.